# Anisodes rubripuncta
Anisodes rubripuncta là một loài bướm đêm trong họ Geometridae.